# Zuhayr ibn Qays al-Balawí
Zuhayr ibn Qays al-Balawí (àrab: زهير بن قيس البلوي, Zuhayr b. Qays al-Balawī) (mort en 695) fou un conqueridor àrab de la tribu iemenita de Balí. És esmentat com a company de Mahoma i va participar en la conquesta d'Egipte i després a la campanya del Magrib d'Uqba ibn Nafi.
Uqba el va designar governador de Surt i comandant de l'exèrcit juntament amb Úmar ibn Alí al-Quraixí; en algun moment hauria ocupat el lloc d'Uqba a Kairuan en absència d'aquest (que va anar a lluitar contra l'amazic Ibn al-Kahina). Va participar també a la lluita a Ayla, amb l'emir o governador d'Egipte Abd-al-Rahman ibn Utba ibn Jàhdam al-Fihrí, un fidel d'Abd-Al·lah ibn az-Zubayr de l'Hijaz i oposat al príncep omeia Abd-al-Aziz ibn Marwan (684), però es va acabar arrenglerant amb aquest darrer quan la influència dels zubàyrides va declinar a Egipte i Abd-al-Aziz va agafar el control del govern (684/685); llavors aquest el va designar governador de la ciutat de Barca i la Cirenaica i li va encarregar la guerra contra els romans d'Orient. El 695 el governador va utilitzar contra ell termes infamants i es va revoltar; va morir el 695 amb els seus 70 homes en combat, abans de l'arribada del gruix de les seves forces.